# Smučarsko skakalni klub Mislinja
Smučarsko skakalni klub Mislinja je klub iz Mislinje, ki se ukvarja s smučarskimi skoki. 
Njegov predsednik je Boštjan Pavlič. Imajo v plastiko odete skakalnice v velikosti K-85 M, K-65 M, K-31 M IN K-31 M.